# Ole Laursen
Ole 'Iron Fist' Laursen (født 21. august 1977 i Manila i Filippinerne) er en filippinsk-dansk Welterweight Muay Thai, kickboxer og MMA-udøver der har konkurreret i i ONE FCs Lightweight-division. Han har mødt store internationale navne som Duane Ludwig og Georgio Petrosyan og er i Danmark anset for at være en dansk kampsportslegende

## Tidlige liv
Laursen blev født i Manila i Filippinerne og voksede op med en dansk far og en spansk-filippinsk mor og flyttede til Danmark med sin familie, lige før han blev 2 år gammel. Han havde en hård opvækst med en alenemor, hvor han var medlem af en bande i et kriminelt miljø. Laursen blev involveret i kampsport gennem sin storebror Christian, og var 15 år da han begyndte at træne i Muay Thai.
Laursen bor for tiden i Ubon Ratchatani, Thailand og repræsenterer sit eget træningscenter, Legacy Gym, som han startede i 2002.
Laursen trænede med Peter J McCarthy, instrukøren og produceren på dokumentarfilmen Fight of Flight, som vandt "Best Foreign Documentary" på Long Island Film Festival o New York samt tre andre "Bedste dokumentar"-priser på festivaler i Hamburg, Toronto og Californien. Laursen assisterede produktionsholdet da de filmede i Ubon Ratchatani.

## Kickboxing / K-1 / Muay Thai-karriere
Som amatør kæmpede Laursen seks kickboxing-kampe inden han blev professionel. Han tabte sin første amatørkamp, tog et års pause, og kom derefter tilbage med fem sejre i træk - alle via knockout, hvor han vandt den danske amatørkickboxing-titel i 1998. Han fik sin professionelle debut i 2000 og fik sin første store sejr i sommeren hvor han besejrede Eval Denton og vandt den europæiske IKF- titel.  Laursen flyttede fra Europa til San Diego i USA, hvor han vandt det ledige IMTC Championship i 2001.  Han var imidlertid ikke i stand til at forsvare sin titel senere på det pågældende år og tabte en kontroversiel afgørelse til den thailandske kæmper Kongnapa i, hvad mange mente var en Laursen-sejr. 
I 2002 fik Laursen sin første optræden for K-1- organisationen på K-1 World MAX 2002 USA i Denver, Colorado, hvor han kom til finalen og tabte til den amerikanske rival Duane Ludwig.  Dette nederlag betød, at Laursen ikke kunne deltage i den indledende K-1 MAX-finale, men han kom tilbage fra nederlaget ved at vinde den prestigefyldte King's Cup i Bangkok, Thailand i slutningen af året.  I 2003 skrev Laursen kontrakt med den nyoprettede europæiske organisation SuperLeague, hvor han mødte Shane Chapman i sin debut hvor han tabte på point.  På trods af dette nederlag havde Laursen succes i Super League med sin Muay Thai stil, der favoriserede fem-omganges-kampe, inden udgangen af 2004 og slog verdensmestere som Peter Crooke og Kamal El Amrani.
I løbet af de følgende år tilbragte Laursen meget af sin kamptid, hvor han kæmpede i Super League og K-1, selv om den øgede konkurrence (og kortere kamptider introduceret af SuperLeague) betød, at han havde ringe succes med begge organisationer - og afsluttende med en samlet rekordliste på 4-5 SuperLeague og 2-6 i K-1.
Han vendte tilbage til kickboxing til hvor han mødte pund-for-pund-mesteren Giorgio Petrosyan i Trieste i Italien den 2. marts 2013. Alvorligt overmatched, blev han slået ned af et knæ til leveren, før han blev slået ud med et venstre højt spark straks efter i 1. omgang.    

## Boksekarriere
Laursen havde et prøveforløb med Filippinernes bokselandshold og blev accepteret på holdet, men besluttede sig for at flytte til Thailand i stedet for at bo i Filippinerne for at forfølge en karriere inden for boksning. 

## MMA-karriere
Laursen fik sin professionelle MMA-debut i 2006 og havde to kampe hos K-1 Hero's organisation i Japan. Han tabte sin første kamp mod Genki Sudo via dommerafgørelse og hans anden kamp mod Caol Uno via tredje-omgangs submission. Laursen led af knæskade og kunne ikke træne ordentligt til kampen med Uno. 
Laursen begyndte ikke at bekæmpe MMA regelmæssigt igen indtil 2010, fordi han var fokuseret på sin K-1 og Muay Thai-karriere, en beslutning han senere har sagt, at han fortryder.  Hans næste to kampe var begge i Kina, hvor Laursen submittede Liu Guang Yao i 2007 og knockoutede Shawn David i 2009.
I 2010 skrev han kontrakt med ESPN Star Sports organisation Martial Combat i Singapore. Han besejrede Eduardo Pachu i tredje omgang af deres fem-omganges "superkamp" på Martial Combat 1.  Hans anden kamp var imod Nick LeConte på Martial Combat 8 og Laursen vandt via enstemmig afgørelse. Hans sidste kamp for Martial Combat var imod malaysiske Muay Thai-mester Jian Kai Chee på Martial Combat 12 og Laursen vandt på TKO i første omgang.
I november 2010 rangerede MMA's hjemmeside Bloody Elbow Laursen nummer otte på en liste over verdens største lightweight-kæmpere. Han er den eneste dansker, der har været rangeret på denne liste 

## ONE Fighting Championship
Den 15. juli 2011 blev det meddelt, at Laursen havde skrevet kontrakt med One Fighting Championship.  Den 18. juli blev det meddelt, at Laursen ville møde filippinske Eduard Folayang på ONE Fighting Championship: Champion vs. Champion på Singapore Indoor Stadium den 3. september.  Den 17. august 2011 blev det meddelt, at Laursen havde skadet sit knæ under træningen og ikke kunne kæmpe mod Folayang på ONE Fighting Championship: Champion vs. Champion. Han blev erstattet af den sydkoreanske kæmper A Sol Kwon.
Den 4. februar 2012 blev det offentliggjort, at Laursen skulle møde Felipe Enomoto på ONE Fighting Championship: Slaget om Heroes i Jakarta, Indonesien den 11. februar 2012.  Han tabte kampen via submission i anden omgang.
Den 31. marts, 2012 mødte han filippinske Eduard Folayang i mega-turneringen 'ONE FC 3: War Of The Lions' i Singapore. Laursen rystede sin modstander flere gange med præcise og lynhurtige hug. Han var også meget aktiv med takedowns, og havde god kontrol på gulvet og Laursen vandt til sidst en delt afgørelse mod filippineren. Han vandt Fight of the Night Bonus for sin præstation

## Efter ONE Fighting Championship
Den 16. januar, 2016 mødte han Ansagan Kuseinov på Art of War 16 i Beijing i Kina. Laursen vandt kampen på Submission (Kimura) i 1. omgang.
Den 24. januar, 2017 mødte han Cheik Kone på KFWC World Cup i Ningxiang i Kina. Laursen vandt kampen på KO i 1. omgang.

## Mark O. Madsen-udfordring
Den 9. juni, 2019 udfordrede han danske Mark O. Madsen til kamp i en video han lagde ud på Facebook.

## Mesterskaber og præstationer
MMA
- Martial Combat
  - 2010 Martial Combat Superfight Lightweight Champion -73   kg
- ONE Fighting Championship
  - Fight of the Night (1 gang)